# 도깨비불
도깨비불(atmospheric ghost lights)은 원인불명의 불이 발생하는 괴이한 현상이다.

## 개요
윌오더위스프, 오니비, 히토다마 등 세계 각국의 사례가 있으며, 특히 음습한 기후의 땅에서 많이 볼 수 있다. 전설에 있어서는 이러한 불은 현세를 방황 죽은 귀신, 마귀와 요괴의 소행, 요정의 장난 등이라고 생각되며 종종 인간의 공포의 대상이 된다. 괴화가 발생한 후 인간이 죽었다라는 등의 이야기도 각국에서 찾아 볼 수 있다.
한국의 동화를 보면 무덤에 도깨비불이 나타났다는 것을 알 수 있다. 주로 도깨비불은 습하면서 어두운곳, 달이 밝지 않게 뜨는 곳에서 나타난다고 알려져 있다.

## 같이 보기
- 불
- 도깨비